# NGC 5362
NGC 5362 (również PGC 49464 lub UGC 8835) – galaktyka spiralna (Sb), znajdująca się w gwiazdozbiorze Psów Gończych. Odkrył ją William Herschel 9 kwietnia 1787 roku.